# جارفيس جونسون
جارفيس جونسون (بالإنجليزية: Jarvis Johnson)‏ هو سياسي أمريكي، ولد في 27 سبتمبر 1971 في هيوستن في الولايات المتحدة. حزبياً، نشط في الحزب الديمقراطي. وقد انتخب عضو مجلس نواب تكساس.